# Chirundu (Zimbabwe)
Ne doit pas être confondu avec Chirundu (Zambie).
Chirundu est un village frontalier sur le fleuve Zambèze, à cet endroit franchi par deux ponts. Il fait partie de la province du Mashonaland occidental, au nord du Zimbabwe.

## Géographie

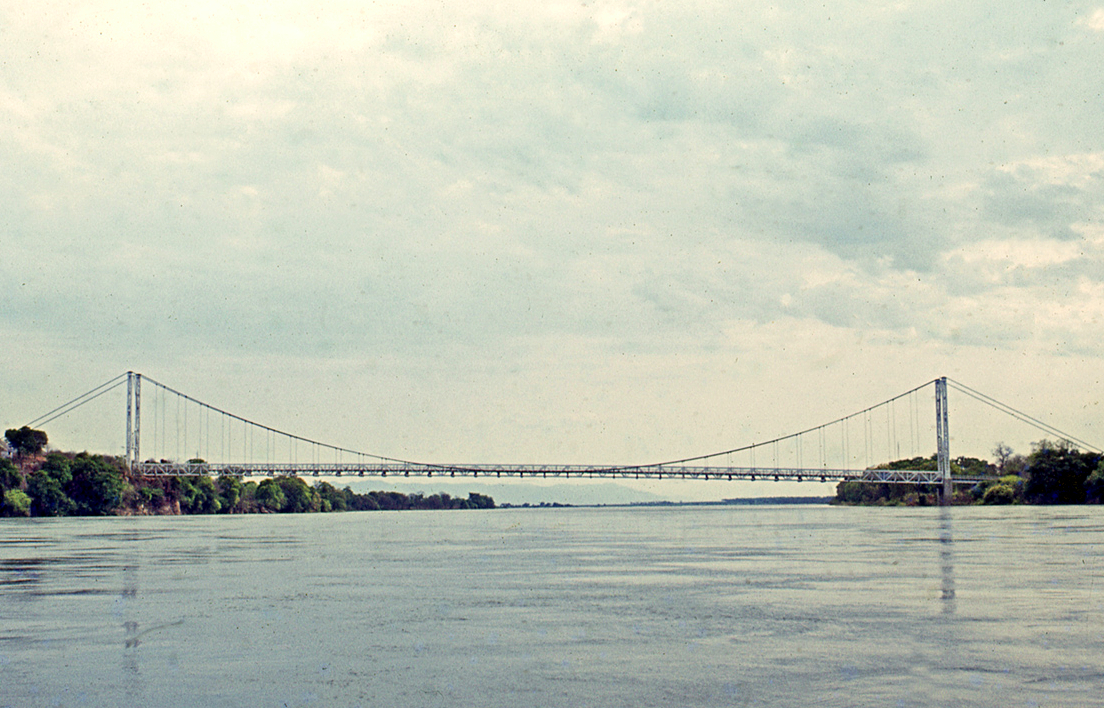
Le pont Otto Beit, franchissant le Zambèze entre Chirundu (Zambie) et Chirundu (Zimbabwe).

En aval du barrage de Kariba en zone de savane peu peuplée sur la grande route reliant Harare à Lusaka, le village fait face à une petite ville zambienne du même nom située sur l'autre rive.

## Anecdote faunitisque
En 2012, une troupe de babouins voleurs et agressifs s'est régulièrement attaqué aux touristes en transit à la frontière de Chirundu.